# مرحله ۲۰۰۳–۲۰۰۶ شورش عراق
پس از پایان حمله ۲۰۰۳ به عراق و سرنگونی رژیم صدام حسین در مه ۲۰۰۳، شورش عراق آغاز شد که تا خروج آمریکا در سال ۲۰۱۱، ادامه داشت. مرحله ۲۰۰۳–۲۰۰۶ شورش عراق، تا اوایل ۲۰۰۶ ادامه یافت، زمانی که از یک شورش به یک جنگ داخلی بین سنی و شیعه و خشونت‌بارترین مرحله جنگ عراق تبدیل شد.

## زمینه

### ایجاد شورش
عوامل متعددی در آغاز شورش در عراق، نقش داشتند. نیروهای متجاوز به رهبری آمریکا، نتوانستند فوراً خلاء قدرت ناشی از سقوط ناگهانی یک اقتدار دولتی بسیار متمرکز را پر کنند که منجر به هفته‌ها هرج و مرج شد. با توجه به اینکه صدام حسین، محدودیت‌های نظامی و زمانی خود را در برنامه‌ریزی تهاجم به سمت آمریکا ترسانده بود، پس از شروع تهاجم، خلاء قدرت ایجاد شد. این به خاطر این واقعیت بود که سربازان عراقی، مناطقی را، قبل از رسیدن نیروهای آمریکایی به آنها رها کردند و در واقع آمریکا نتوانست برنامه‌ای برای پس از برکناری صدام حسین از قدرت، طراحی کند. علاوه بر این، غارت گسترده در این دوره زمانی و ناتوانی نیروهای تحت رهبری آمریکا در کنترل اوضاع، به خشم عراقی‌ها منجر شد. علاوه بر این، فروپاشی سریع و غیرمنتظره رژیم صدام حسین بدین معنا بود که نیروهای متجاوز، هرگز وارد جنگ نشدند و قاطعانه، ارتش او را، بدون هیچ نبرد بزرگی، شکست دادند. نیروهای مسلح عراق، اغلب، به سادگی با سلاح‌های خود به خانه بازگشتند. حداقل بخشی از دلیل این امر، این بود که ارتش و سرویس‌های امنیتی عراق پس از تهاجم نیروهای تحت رهبری آمریکا، توسط تصمیمی که سفیر آمریکا گرفت، فروپاشید. یکی دیگر از دلایل نارضایتی، عدم کمک فوری بشردوستانه و تلاش‌های بازسازی برای عراقی‌هایی بود که از تهاجم و اثرات درازمدت سرکوب و سوءمدیریت رژیم صدام حسین و تحریم‌های بین‌المللی، رنج می‌بردند. تعدادی از جناح‌ها، نسبت به اهداف بلندمدت آمریکا، مشکوک بودند. رفتار برخی از سربازان آمریکایی نیز به افزایش تنش کمک کرد. کمیسیون بعث‌زدایی که توسط حکومت ائتلاف موقت ایجاد شد، ماهیت انتخاب شورای حکومتی و سایر تصمیمات سیاسی توسط اعراب سنی به عنوان اقداماتی تعبیر شد که هدفشان جدا کردن جامعه آنها برای تبعیض بود. این امر باعث آغاز تنش‌های فرقه‌ای شد. با این حال، لازم است ذکر شود که قبل از تهاجم، تنش‌هایی فرقه‌ای در عراق وجود داشت که به دلیل نابرابری‌های ذاتی بین این جوامع در زمان رژیم صدام حسین بود.
اعضای شورشیان از گروه‌های مختلف آمده بودند. از اعضای سابق سرویس‌های امنیتی رژیم بعث، افسران نظامی سابق و برخی دیگر از اعضای حزب بعث، به عنوان اعضای گروه‌های شورشی نام برده می‌شود. در واقع، این عناصر، ستون اصلی شورش نوپا را تشکیل دادند. در ابتدا، اکثر اعضای سابق حزب بعث و سربازان سابق عراقی، تمایل خود را برای سازش با نیروهای ائتلاف ابراز کردند. با این حال، با فروپاشی ارتش عراق توسط برمر، بسیاری شغل و حقوق بازنشستگی خود را از دست دادند. این مسئله و عدم تمایل حکومت ائتلاف موقت برای مذاکره با عناصر سابق بعث، انگیزه‌ای برای شورش اولیه ایجاد کرد. در حالی که ۸۰ درصد افسران، سنی بودند، ۸۰ درصد افراد درجه عادی ارتش، شیعه بودند. زندانیان آزاد شده توسط صدام حسین از زندان، قبل از ناپدید شدن او، منبع دیگری برای جذب شورشیان و جناح‌های جنایت سازمان یافته، بودند. سرانجام، همان‌طور که اوهانلان می‌گوید، مرزهای متزلزل عراق و شورشیان خارجی متعاقب آن نیز، شورش را تقویت کردند.

## وب‌سایت‌ها
- رویترز
- سی‌ان‌ان
- Albawaba.com بایگانی‌شده  در ۲۰۱۱-۰۷-۰۹ توسط Wayback Machine
- بی‌بی‌سی
- بی‌بی‌سی